# جيمي إيلدر
جيمي إيلدر (بالإنجليزية: Jimmy Elder)‏ (5 مارس 1928 - سبتمبر 2022) هو لاعب كرة قدم بريطاني في مركز نصف الجناح. لعب مع كولتشستر يونايتد ونادي بورتسموث ويوفل تاون وجاينفيلد سويفتس ‏.

## وصلات خارجية
- جيمي إيلدر على موقع قاعدة بيانات كرة القدم.إي يو (الإنجليزية)